# 竹嶋和江
竹嶋 和江（たけしま・かずえ、1973年12月21日 - ）は、石川テレビ放送の元アナウンサーである。富山県富山市出身、血液型はAB型。

## 来歴・人物
1996年に石川テレビに入社、主にローカル制作番組「夕やけワイド!まちかど元気王」の司会などを中心に活躍。特に2001年から2005年10月頃まで担当していた「めざましテレビ」の全国中継ではレポーターの他ディレクターも兼務していたこともある。2001年夏の結婚後も現在までアナウンサーとして活躍。2006年3月まで夕方の「石川テレビスーパーニュース」のキャスターを担当した。同年4月から1年間産休。2007年4月に産休から復帰し、能登半島大地震の現地リポートをする。2009年6月をもって、アナウンサー業を引退したが、以前からディレクター業等を兼務しており、それらの業務は継続した。
2015年に石川テレビを退社。
退社後は金沢市を拠点に映画制作者、脚本家、フリーライター及びフリーアナウンサーとして活動している。

## 現在の担当番組
なし

## 過去の担当番組
- 千客万来!ほのぼのサンデー
- 石川さん情報Live リフレッシュ 金曜日 電話で買いまShow!担当
- FNSの日 1996年-2000年 5年連続で出張女子アナとして出演